# التاريخ العسكري لأفغانستان

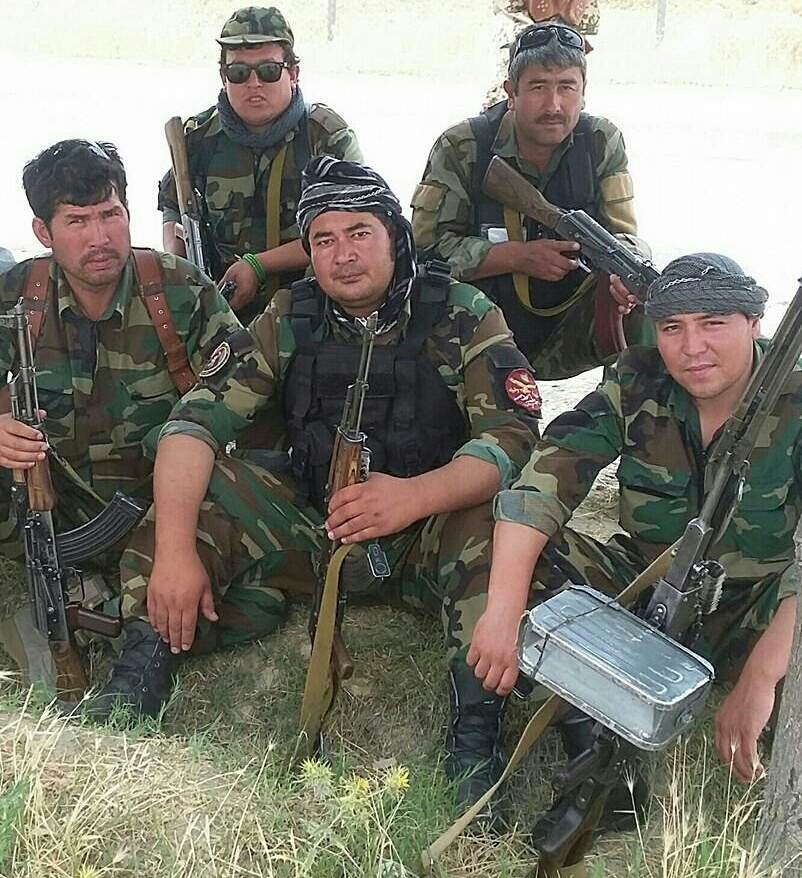

القوات المسلحة الأفغانية أو الجيش الوطني الأفغاني تأسس الجيش الأفغاني في ثمانينات القرن التاسع عشر حيث كانت البلاد تحت حكم الأمير عبد الرحمن خان. وينقسم إلي القوات البرية الأفغانية وسلاح الجو الأفغاني.
انهارت القوات المسلحة الأفغانية في أغسطس 2021 عند دخول حركة طالبان الى كابل ، وبعد ذلك عفى امير مؤمنين أفغانستان هيبة الله آخند زاده واستبدلهم بجيش جديد الجيش الإسلامي الوطني

## الآليات والمدرعات
| الإسم         | النوع            | بلد الأصل        | الصورة |
| ------------- | ---------------- | ---------------- | ------ |
| تي-55         | دبابة قتال رئيسة | الاتحاد السوفيتي |        |
| تي-62         | دبابة قتال رئيسة | الاتحاد السوفيتي |        |
| بي إم بي-1    | مركبة قتال مدرعة | الاتحاد السوفيتي |        |
| بي إم بي-2    | مركبة قتال مدرعة | الاتحاد السوفيتي |        |
| إم-113        | ناقلة جنود مدرعة | الولايات المتحدة |        |
| بي تي أر-40   | ناقلة جنود مدرعة | الاتحاد السوفيتي |        |
| بي تي أر-60   | ناقلة جنود مدرعة | الاتحاد السوفيتي |        |
| بي تي أر-70   | ناقلة جنود مدرعة | الاتحاد السوفيتي |        |
| بي تي أر-80   | ناقلة جنود مدرعة | الاتحاد السوفيتي |        |
| بي أر دي إم-1 | مركبات استطلاع   | الاتحاد السوفيتي |        |
| بي أر دي إم-2 | مركبات استطلاع   | الاتحاد السوفيتي |        |
| هاوتزر D-30   | مدفعية مقطورة    | الاتحاد السوفيتي |        |
| أم-46         | مدفعية مقطورة    | الاتحاد السوفيتي |        |
| بي إم-21 غراد | راجمات صواريخ    | الاتحاد السوفيتي |        |
| بي إم-14      | راجمات صواريخ    | الاتحاد السوفيتي |        |